# Baltasar Moscoso y Sandoval
Baltasar Moscoso i Sandoval (Altamira, 9 de març de 1589 - Madrid, 18 de setembre de 1665) va ser un religiós espanyol, cardenal, bisbe de Jaén i arquebisbe de Toledo.
Fill del comte d'Altamira, Lope Moscoso Ossorio i nebot del duc de Lerma i cardenal Francisco Gómez Rojas de Sandoval (1553-1625), valgut del rei Felip III i també parent del cardenal Bernardo de Sandoval y Rojas (1546-1618). Gràcies a la protecció i influència familiar, va tenir una carrera ràpida i brillant.
Nomenat cardenal, quan tenia 26 anys, pel papa Pau V, va tenir l'encàrrec del rei Felip III per a sol·licitar de la Santa Seu a Roma, la seva intervenció contra els protestants.
A Navalcarnero, el 17 d'octubre de 1649 va ser l'encarregat d'oficiar el casament del rei Felip IV amb Maria Anna d'Àustria. Va ser suprem Canceller de Castella i conseller d'Estat, nomenat per Felip IV.
- Bisbe de Jaén del 29 d'abril de 1619 al 28 de maig de 1646. Durant el seu mandat es van fer grans obres a la catedral.
- Arquebisbe de Toledo del 28 de maig de 1646 al 17 de setembre de 1665.

Està enterrat a la catedral de Toledo, a la capella del Descendiment.